# Rivaltova zkouška

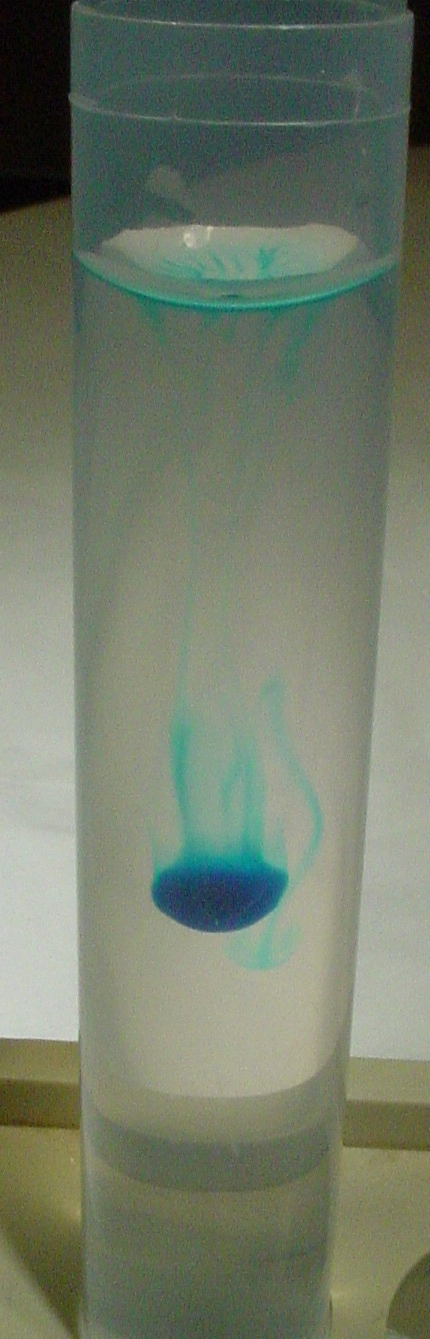
Rivaltova zkouška u aspirátu u kočičí infekční peritonitidy. Tekutina je obarvena metylenovou modří.

Rivaltova zkouška je metoda, která se užívá k diferenciaci transudátu a exsudátu např. u ascitické tekutiny nebo hydrothoraxu.

## Provedení
Zkouška není náročná na laboratorní vybavení, provádí se pomocí roztoku kyseliny octové a je negativní u transudačně vzniklé tekutiny. Transudát se v roztoku rozptýlí, zatímco exsudát precipituje. Zánětlivý výpotek totiž obsahuje proteiny akutní fáze jako například C reaktivní protein, ceruloplasmin, fibrinogen a další, takže pozitivní Rivaltova zkouška může indikovat probíhající zánět.